# 133-й гвардейский танковый батальон
133-й гвардейский танковый Идрицкий Краснознамённый, ордена Суворова батальон — тактическое формирование Сухопутных войск Российской Федерации. Находится в составе 138-й отдельной гвардейской мотострелковой Красносельской ордена Ленина, Краснознамённой бригады.
Условное наименование — Войсковая часть № 52800 (в/ч 52800). Сокращённое наименование — 133 гв. тб.

## История
В 1943 году на базе 482-го отдельного танкового батальона сформирован 227-й отдельный танковый полк.
Директивой ГШКА № Орг/2/31246 от 23.08.1944 г. 227-й отдельный танковый полк преобразован в 80-й отдельный гвардейский тяжёлый танковый полк.
28 августа 1945 года 80-й отдельный гвардейский тяжёлый танковый Идрицкий Краснознамённый, ордена Суворова полк, 2-й отдельный гвардейский тяжёлый танковый Полоцкий Краснознамённый полк и 342-й гвардейский тяжёлый самоходно-артиллерийский Новоград-Волынский ордена Александра Невского полк были объединены в 75-й гвардейский танкосамоходный Идрицкий Краснознамённый, орденов Суворова и Александра Невского полк. Полк вошёл в состав 5-й танковой Двинской дивизии. Затем в 1947 году перешёл в состав 45-й гвардейской стрелковой Красносельской ордена Ленина, Краснознамённой дивизии.
В 1957 году полк переформирован в танковый.
Весь послевоенный период полк дислоцировался в Каменке Выборгского района Ленинградской области.
На 1991 год полк имел на вооружении 93 танка Т-80, 14 БМП (12 БМП-1, 2 БРМ-1К), 12 САУ 2С1.
После распада СССР 75-й гвардейский танковый полк переформирован в 133-й отдельный гвардейский танковый Идрицкий Краснознамённый, ордена Суворова батальон в составе 45-й гвардейской мотострелковой дивизии.
Батальон принял участие в Первой чеченской войне. Трое танкистов удостоились звания Герой Российской Федерации.
В 1994—1995 годах батальон принял участие в штурме Грозного и Ханкалы при поддержке штурмовых отрядов 129-го гв. мотострелкового полка. Наступающая группировка 129-го мсп и 133-го отб ударила по шоссе и со стороны лётного поля. Чеченцы поразили два танка Т-80: один был уничтожен огнём Т-72, другой ракетой ПТРК. В ходе боя был убит лидер боевиков Умалат Дашаев, после чего они отступили в авиагородок Ханкалы, потеряв все 6 танков. На следующий день дудаевцы оставили Ханкалу. В Грозном батальон вёл бои возле кинотеатра «Россия» и Трамвайного парка.

## Отличившиеся воины
- Качковский, Сергей Владиславович
- Курносенко, Сергей Петрович †